# Slovenske Konjice
Slovenske Konjice nebo též pouze Konjice (německy Gonobitz) jsou město a středisko stejnojmenné občiny ve Slovinsku v Savinjském regionu. Nachází se asi 23 km severovýchodně od Celje. V roce 2011 zde žilo 5 094 obyvatel, v občině žilo k témuž roku 14 452 obyvatel. Městem protéká řeka Dravinja.

## Historie

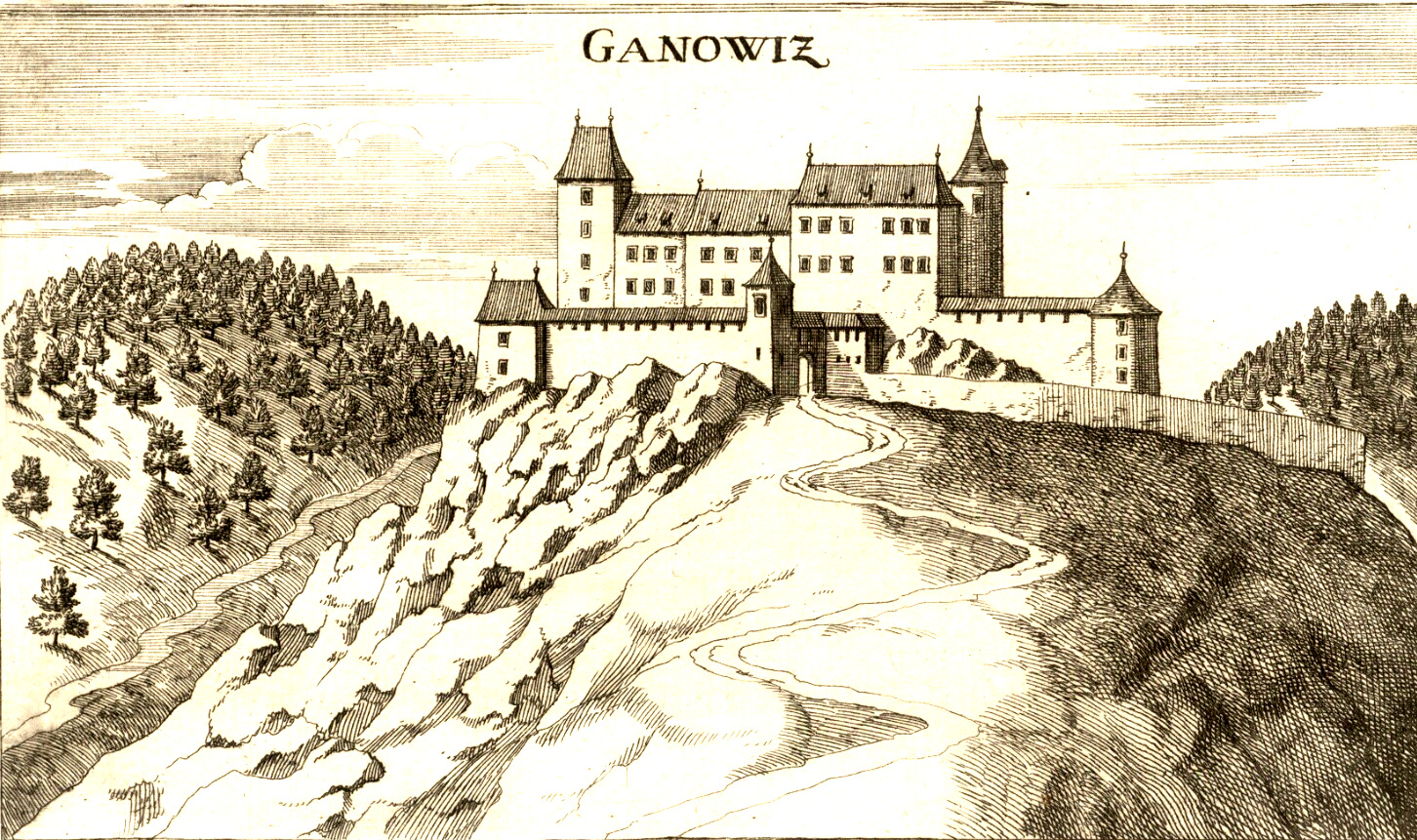
Hrad na vedutě z roku1680

Území bylo podle archeologických nálezů osídleno již před třemi tisíci lety, na významu nabylo po příchodu Keltů, jejichž kmen byl nazýván Tavriskové a koncem 2. století se usadili na návrší Brinjeva Gora, odkud pocházejí archeologické nálezy. Širší oblast byla součástí království Noricum, které bylo kolem roku 15 př. n. l. připojeno k římskému státu. Keltové pravděpodobně vstoupili do jejich služeb, přejímali jejich hospodářské a společenské principy a splynuli s nimi, jak dosvědčují nápisy s keltskými jmény (např. náhrobní deska z lokality Radana vas, Kovaški Vrh, Koritno, Skomarje a Hudinja).
Císař Claudius (41–54 n. l.) pověřil vládou v provincii Noricum Celeia (Municipium Claudia Celeia) svého prefekta. Římané postavili silnice, spojující oblast s Itálií a Podunajím (Panonií). Slované přišli v 6. století, z roku 1146 pochází první písemná zpráva o kostele sv. Jiří, z listiny patriarchy Pelegrina. Hrad byl postaven během 12. století, aby chránil dálkovou cestu a stezku ke klášteru kartuziánů v Žiči (německy Seiz). Hrad patří k nejstarším ve Slovinsku, rytíři z Konjic se podle pramenů objevili roku 1165 nebo 1175, kdy byl Liupold Konjišský zástupcem markraběte Otakara III. Štýrského, který klášter založil jako první kartouzu ve Štýrské marce a na slovanském území. V roce 1234 je hrad nazýván castrum Gonuvviz. O církevní správě Akvilejského patriarchátu se v 15. století v souvislosti se zdejším kostelem sv. Jiří zmínil furlanský humanista Paolo Santonino.
V letech 1597–1671 vlastnil hrad štýrský hraběcí rod Tattenbachů, poslední Hans Erasmus von Tattenbach (1630-1671) patřil k vůdcům protihabsburského Wesselényiho spiknutí a skončil na popravišti.
Při březnové revoluci roku 1848 se ve městě zorganizovali národní obrozenci.
Ve 2. světové válce nacisté v blízkosti města zřídili koncentrační tábor Sterntal (slovinsky Šterntal nebo Strnišče), ve kterém bylo vězněno osm až dvanáct tisíc osob, zaměstnaných v blízké továrně na zpracování hliníku. Tábor byl osvobozen teprve v říjnu roku 1945 po intervenci mezinárodního Červeného kříže. Od května do října 1945 tam zemřelo kolem čtyř tisíc vězňů na úplavici, přesné údaje chybí.

## Doprava
Městem prochází silnice 430, kolem města prochází dálnice A1. Sousedními městy jsou Celje, Slovenska Bistrica, Šentjur a Velenje.

## Památky

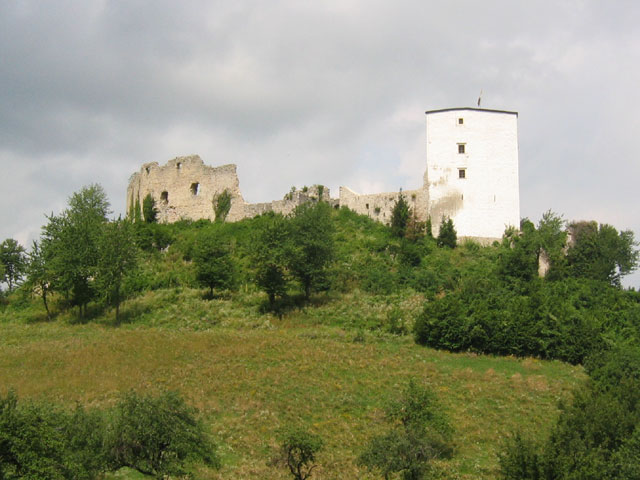
Hrad v roce 2004

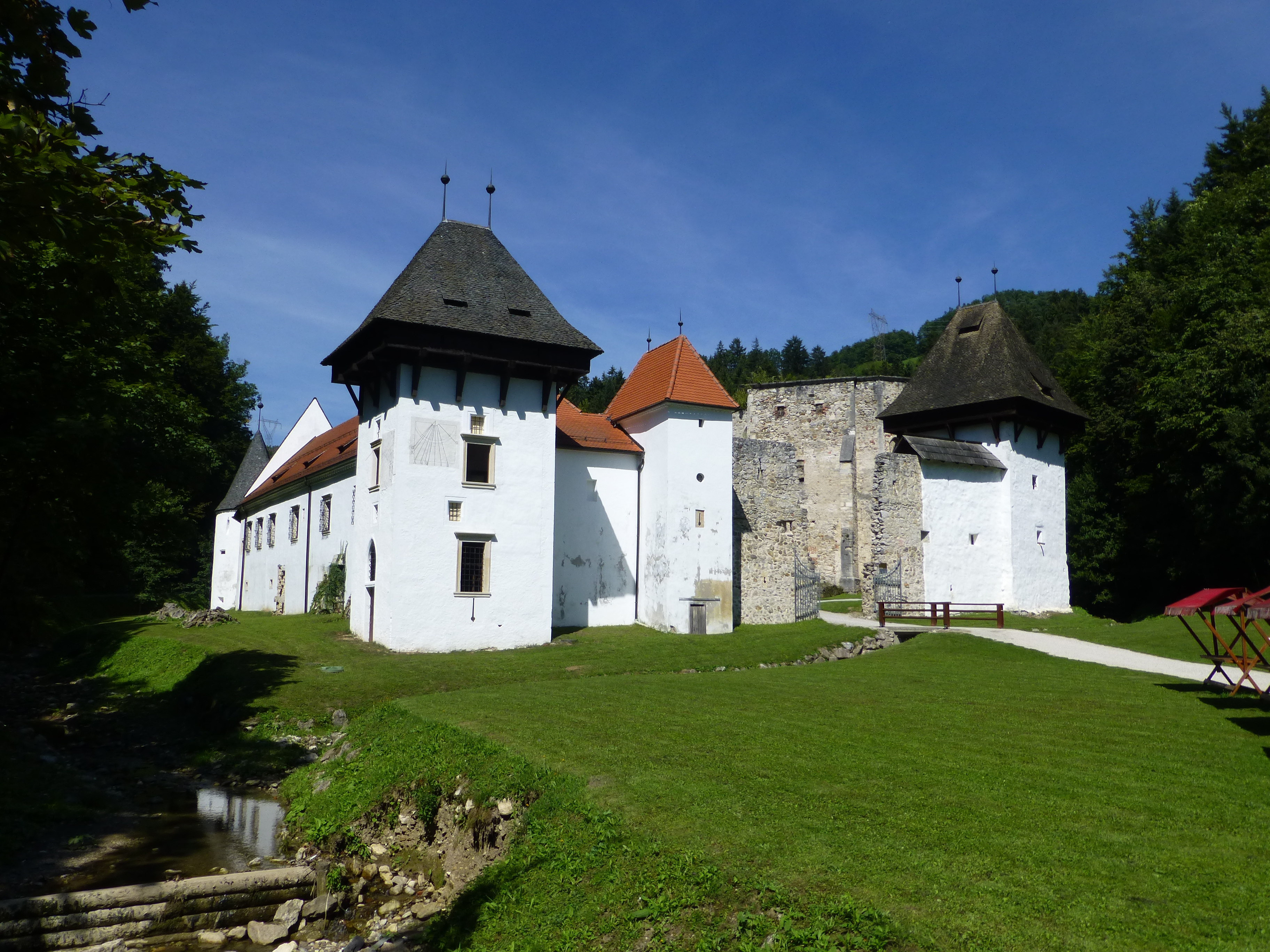
Kartuziánský klášter Žiče

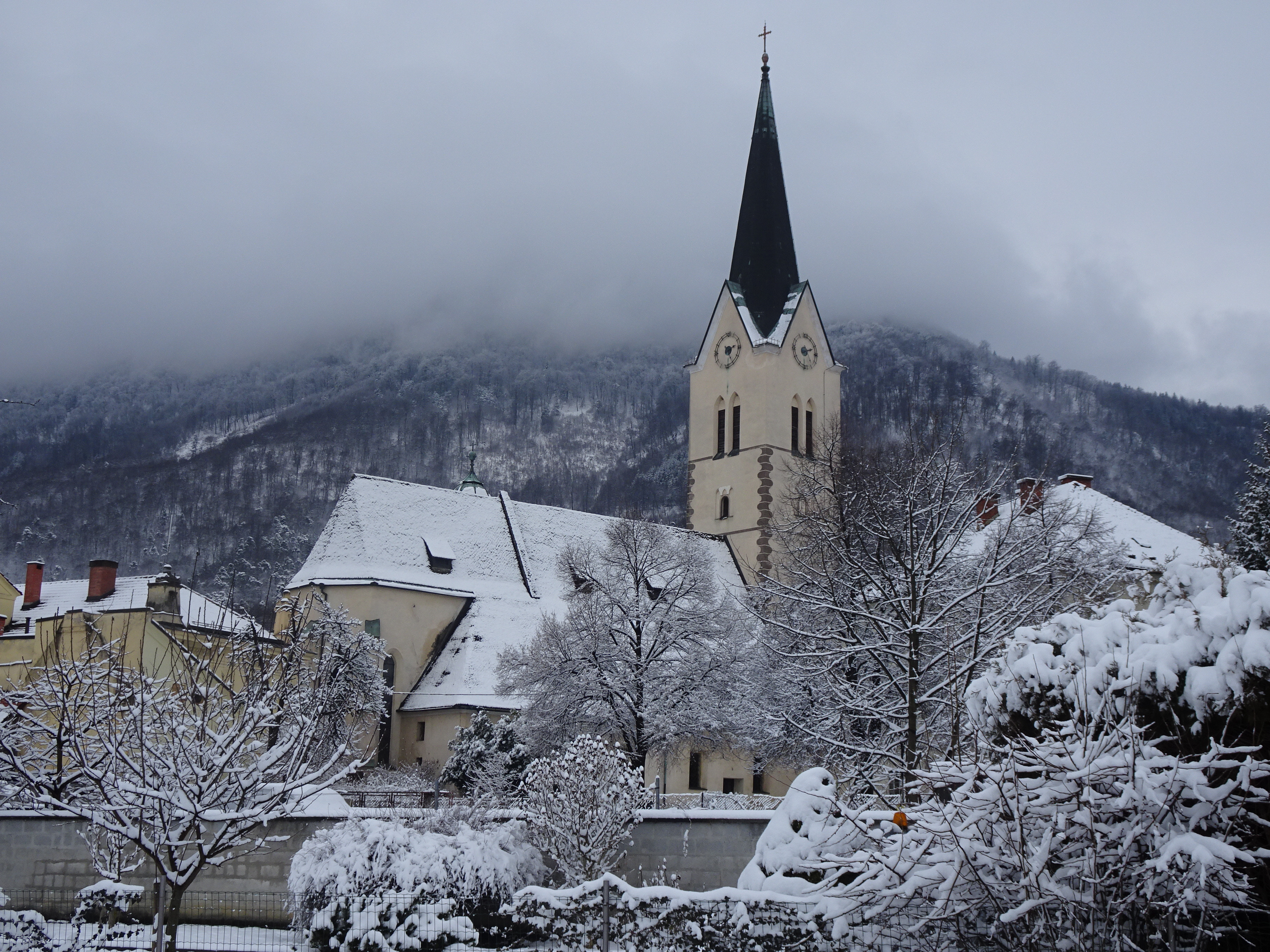
Kostel sv. Jiří

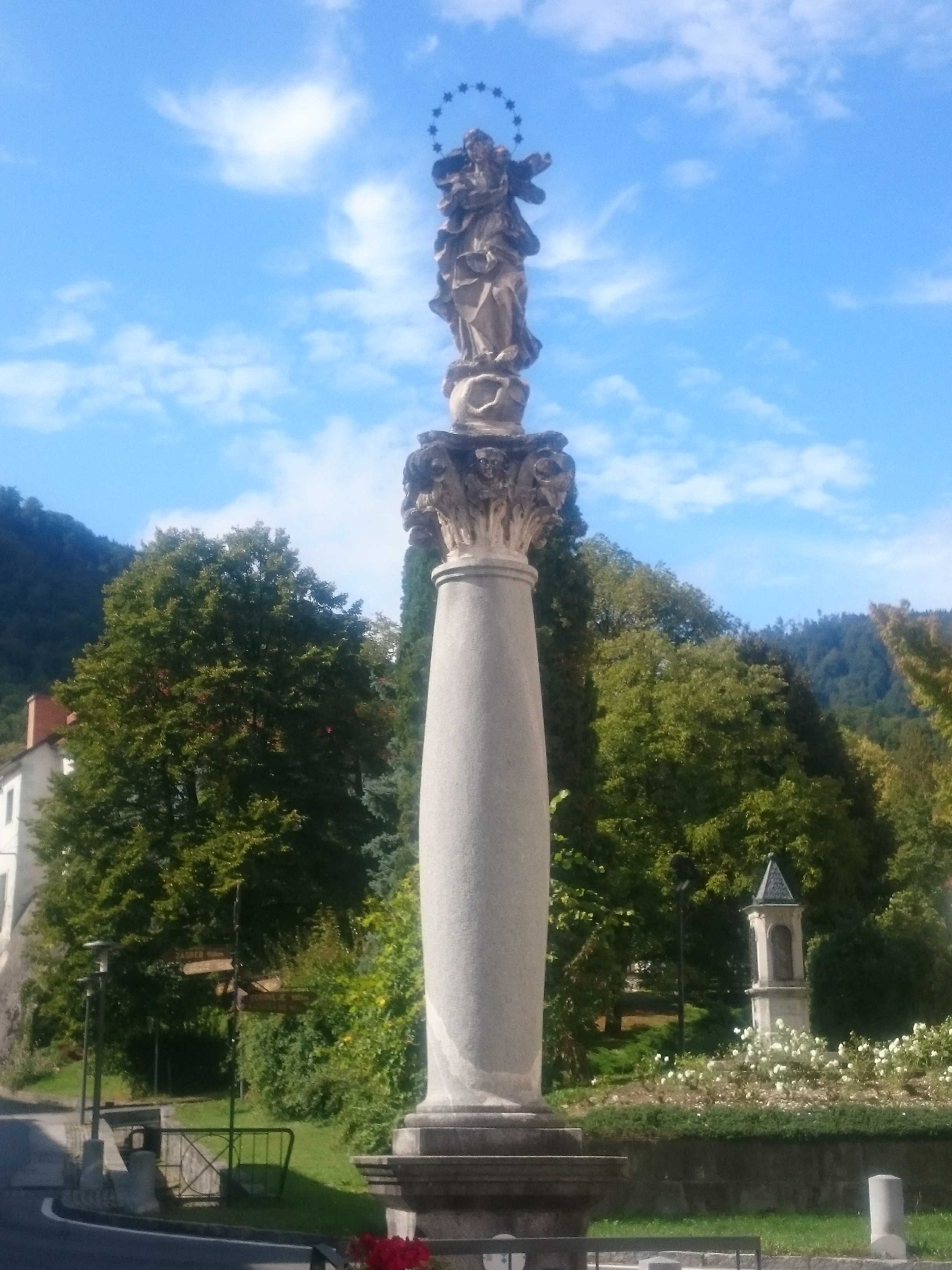
Mariánský morový sloup, Franc Zamlik (1767)

- Hrad - ruiny románské stavby a obytná věž, přestavěná a upravená v 19. století, kdy byl majitelem kníže Alfred Windischgrätz a jeho potomci (1828–1945)
- Nadžupní kostel sv. Jiří, gotická trojlodní bazilika z doby kolem roku 1300, Roženvenská barokní kaple, věž dostavěná po požárech v 19. století, farní budova barokní
- staré město: Stari Trg s domy z 15.-19. století, urbanisticky zajímavá dispozice úzkého trhu s otevřeným tokem potoka uprostřed, nad ním dvě statue, domy jen po stranách ulice,
- Morový sloup se sochou Panny Marie Immaculaty, od sochaře France Zamlika
- Sloup se sv. Floriánem a patrony diecéze (sv. Jiří, sv. Jan Nepomucký, dva další), od sochaře France Zamlika (1737)
- Hospodářský dvůr Trebnik - barokní stavba
- Kartuziánský klášter Žiče (latinsky Domus in Valle Sancti Johannis Dům v údolí sv. Jana; německy Seiz) - založil Otakar III. Štýrský mezi léty 1155-1165, středověký stavební komplex opevněného kláštera se skládal z horní a dolní stavby a ze dvou kostelů, románský kostel je ruinou bez střechy, menší -nyní farní- kostel byl přestavěn v 18. století a stojí samostatně v katastru obce Špitalič.
- Hřbitovní kostel sv. Anny v místní části Zgornja Pristava; renesanční stavba s figurálními epitafy rodiny Tattenbachů, barokní oltářní obraz
- Okresní muzeum a galerie

## Slavnosti
- Jurjevanje – výroční slavnost patrona města sv. Jiří spojená s poutí a karnevalem
- Maratón – každoročně v září
- Grand prix Slovenske Konjice – mezinárodní mistrovství v boxu

## Osobnosti
- Hans Erasmus von Tattenbach (1630-1671) – hrabě, místodržitel Štýrska, jeden z vůdců protihabsburského povstání (Wesselényiho spiknutí), které skončilo popravou všech strůjců
- Adelma Vay de Vaya (1840-1925) – rakouská hraběnka, spisovatelka, spiritistka a médium, žila a zemřela zde
- Benno Milenkovič /von Millenkovich (1869-1946) – admirál rakousko-uherské flotily
- Ivan Minatti (1924–2012) – slovinský básník, překladatel a editor
- Tamara Zidanšeková – tenistka